# 1271
Năm 1271 là một năm trong lịch Julius.
==Sự kiện== Hốt Tất Liệt lên ngôi hoàng đế sáng lập ra triều đại nhà Nguyên trong lịch sử Trung Quốc